# Монтегю, Уильям, 2-й барон Монтегю
Уильям де Монтегю (англ. William Montacute; приблизительно 1285 — 18 октября 1319, Гасконь, Королевство Франция) — английский аристократ, 2-й барон Монтегю с 1316 года, рыцарь Бани, один из приближённых короля Эдуарда II. Участвовал в войне с Шотландией, с 1318 года занимал должность сенешаля Гаскони.

## Биография
Уильям де Монтегю принадлежал к старинному рыцарскому роду. Его предок Дрого де Монтекют участвовал в нормандском завоевании Англии и получил от Вильгельма Завоевателя поместья в Сомерсете; в дальнейшем у этой семьи появились земли в Дорсете, Девоншире, Бакингемшире и Оксфордшире. Уильям был старшим сыном Симона де Монтегю, 1-го барона Монтегю, и либо его первой жены Гевизы де Сент-Аманд, либо второй жены Изабеллы, происхождение которой неизвестно, либо третьей жены Ауфрики Мэнской. В источниках упоминаются ещё двое сыновей Симона — Симон и Джон.
Всю свою жизнь Уильям де Монтегю нёс военную службу в Шотландии, в Уэльсе и на континенте. Он впервые упоминается в связи с событиями 1301 года как участник одного из походов короля Эдуарда I в Шотландию. В 1304 году Монтегю участвовал во взятии замка Стерлинг, позже впал в немилость и оказался в Тауэре, но вскоре получил свободу. 22 мая 1306 года Монтегю вместе со множеством других молодых аристократов и принцем Уэльским был посвящён в рыцари в Вестминстере. В 1307 и 1311 годах он вместе с отцом снова воевал в Шотландии, в 1309 году участвовал в турнире в Данстейбле, в последующие годы отвечал за состояние крепостей Гастингс, Беркхемстед, Бервик и других. В 1313 году сэр Уильям командовал флотом в Сандвиче, в 1314 году сопровождал короля и королеву во Францию, на свадьбу Людовика X.
В 1316 году Монтегю подавил восстание в Гламоргане и урегулировал конфликт между жителями Бристоля и комендантом Бристольского замка Бартоломью Бэдлсмиром. В том же году, после смерти отца, сэр Уильям унаследовал семейные владения и титул барона Монтегю. Эдуард II в благодарность за заслуги передал ему опеку над богатой наследницей Джоан де Верден, и Уильям женил на этой девушке одного из своих сыновей, Джона. От Эдуарда он получил ещё земли в Камберленде и должность стюарда королевского двора. Назначенную ренту в 200 марок монарх вскоре заменил поместьями в Кенте и Сомерсете. 20 ноября 1317 года Монтегю был впервые вызван в парламент, где стал одним из видных представителей «партии короля».
В ноябре 1318 года Эдуард II назначил барона Монтегю сенешалем Гаскони и губернатором острова Олерон, а должность стюарда перешла Бартоломью Бэдлсмиру. Возможно, это была уступка графу Томасу Ланкастерскому, который обвинил Монтегю и Роджера Дамори в организации заговора против него. Формально назначение во Францию было почётным, но означало для сэра Уильяма отход от дел и потерю королевской милости. Барон уехал в Гасконь и там умер в конце октября 1319 года. Место его погребения неизвестно.

## Семья
Уильям де Монтегю был женат на Элизабет де Монфор, дочери Петера де Монфора и Мод де ла Мар. В этом браке родились четверо сыновей и шесть дочерей:
- Джон де Монтегю (умер в 1317)[9][1];
- Уильям де Монтегю, 1-й граф Солсбери (1301—1344)[1];
- Симон де Монтегю[нем.] (1304 — 20 июня 1345), епископ Вустера с 1333, епископ Или с 1337[1];
- Эдуард де Монтегю, 1-й барон Монтегю (умер в 1361)[1];
- Элис де Монтегю, жена сэра Ральфа Добени[10];
- Кэтрин де Монтегю, жена сэра Уильяма Каррингтона[11];
- Мэри де Монтегю, жена сэра Ричарда Когана[8];
- Элизабет де Монтегю, монахиня[8];
- Гевиза де Монтегю, жена сэра Роджера Бавента[8];
- Мод де Монтегю, монахиня[8].

Вдова сэра Уильяма вышла замуж во второй раз — за сэра Томаса Фёрнивалла.